# Pemmican

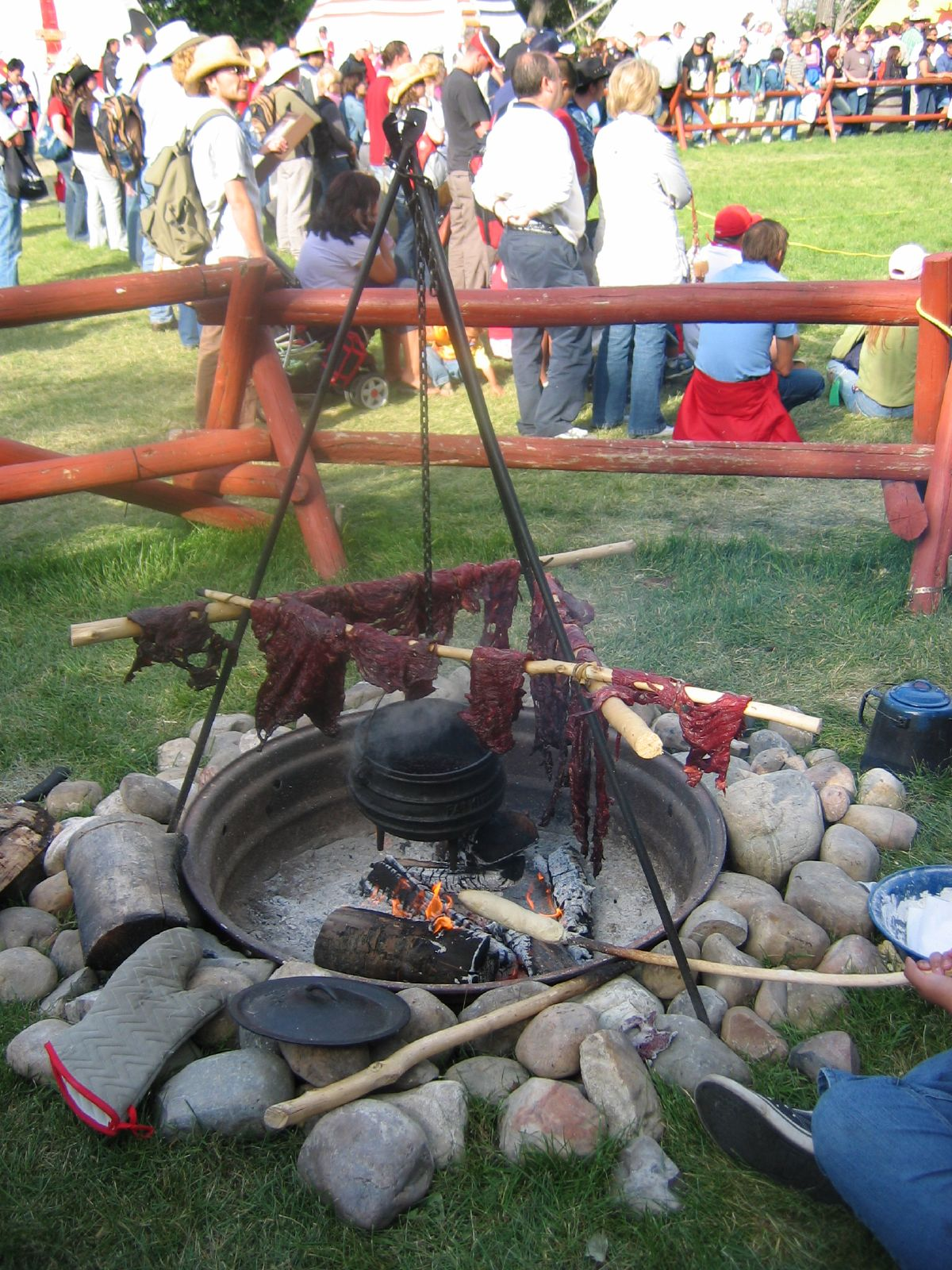
Demostració del mètode tradicional d'assecat de carn per afegir al pemmican al Calgary Stampede.

El pemmican és una barreja concentrada de greixos i proteïnes que es fa servir com a aliment nutritiu. La paraula prové dels indígenes nord-americans Cree i Abnakis: pimîhkân, "pemmican", que deriva de pimî, "greix".
Concebut pels pobles indígenes americans, va ser emprat extensament pels comerciants canadencs que es dedicaven al comerç de la pell d'animals, fins al punt que el 1814 la Colònia del Riu Roig (avui part del Canadà) va prohibir l'exportació de pemmican, fet que va arribar a causar un conflicte armat. Va ser molt usat pels exploradors europeus a l'àrtic com Robert Falcon Scott i Roald Amundsen. També els membres de l'expedició d'Ernest Shackleton de 1914-1916 van haver de consumir el pemmican preparat inicialment per a pinso dels seus gossos. Ben preparat i empaquetat es pot emmagatzemar durant llargs períodes.
La carn acostumava a ser de caça: bisons, cérvols, etc. La fruita seca era diverses baies locals com nabius, cireres i groselles.
El terme acostuma a aparèixer a les novel·les de Jules Verne.